# Îles Cook aux Jeux olympiques d'été de 2000
Les Îles Cook participent aux Jeux olympiques d'été de 2000 à Sydney. Il s'agit de leur 4e participation à des Jeux d'été.

## Nombre d'athlètes qualifiés par sport
Voici la liste des qualifiés et sélectionnés Cookiens par sport (remplaçants compris) :
| Sport      | Hommes | Femmes | Total |
| ---------- | ------ | ------ | ----- |
| Athlétisme | 1      | 0      | 1     |

## Athlétisme

### Hommes
| Athlète     | Épreuve | Séries  | Séries | Quarts de finale | Quarts de finale | Demi-finales | Demi-finales | Finale  | Finale  |
| Athlète     | Épreuve | Temps   | Rang   | Temps            | Rang             | Temps        | Rang         | Temps   | Rang    |
| ----------- | ------- | ------- | ------ | ---------------- | ---------------- | ------------ | ------------ | ------- | ------- |
| Teina Teiti | 100 m   | 11 s 22 | 7e     | Eliminé          | Eliminé          | Eliminé      | Eliminé      | Eliminé | Eliminé |